# Louey Ouerrat
Louey Ouerrat, né le 4 novembre 2004 à Épinal (Vosges), est un athlète français spécialiste des courses de demi-fond, notamment le 800 mètres.
Il est champion de France 2025 du 800 mètres en salle.